# Oreodera forsteri
Oreodera forsteri là một loài bọ cánh cứng trong họ Cerambycidae.